# Hội bạn gái cũ
Hội bạn gái cũ (tiếng Hàn: 구여친클럽; Romaja: Guyeochingeulreob) là một bộ phim truyền hình Hàn Quốc 2015 với sự tham gia của Byun Yo-han, Song Ji-hyo, Lee Yoon-ji, Jang Ji-eun và Ryu Hwa-young. Phim được phát sóng trên tvN từ 8 tháng 5 đến 13 tháng 6 năm 2015 vào thứ sáu và thứ bảy lúc 20:30 gồm 12 tập.

## Phân vai
- Byun Yo-han vai Bang Myung-soo
- Song Ji-hyo vai Kim Soo-jin
- Lee Yoon-ji vai Jang Hwa-young
- Jang Ji-eun vai Na Ji-ah
- Ryu Hwa-young vai Rara (Goo Geun-hyung)
- Jo Jung-chi vai Choi Ji-hoon
- Shin Dong-mi vai Kim Soo-kyung
- Kang Soo-jin as Song Eun-hye
- Go Hyun vai Lee Jin-bae
- Do Sang-woo vai Jo Gun
- Chae Jung-an vai Baek Song-yi (khách mời tập 1)[5]

## Rating
| Tập #      | Ngày phát sóng      | Tỉ lệ trung bình |
| ---------- | ------------------- | ---------------- |
| 1          | 8 tháng 5 năm 2015  | 1.16%            |
| 2          | 9 tháng 5 năm 2015  | 0.90%            |
| 3          | 15 tháng 5 năm 2015 | 0.65%            |
| 4          | 16 tháng 5 năm 2015 | 0.72%            |
| 5          | 22 tháng 5 năm 2015 | 0.70%            |
| 6          | 23 tháng 5 năm 2015 | 0.88%            |
| 7          | 29 tháng 5 năm 2015 | 0.64%            |
| 8          | 30 tháng 5 năm 2015 | 0.81%            |
| 9          | 5 tháng 6 năm 2015  | 0.91%            |
| 10         | 6 tháng 6 năm 2015  | 0.64%            |
| 11         | 12 tháng 6 năm 2015 | 0.63%            |
| 12         | 13 tháng 6 năm 2015 | 0.78%            |
| Trung bình | Trung bình          | 0.786%           |